# Templet del parc Gener
El Templet del parc Gener és una obra amb elements eclèctics i modernistes de l'Arboç (Baix Penedès) inclosa a l'Inventari del Patrimoni Arquitectònic de Catalunya.

## Descripció
És un edifici d'una sola planta i de gran llargada, molt modificat i molt malmès. A cada extrem té una torre de planta circular, amb el pis superior sostingut per columnes. Després veiem un cos allargat, d'origen modern, que s'uneix amb el cos central, format per una porta de mig punt, un fris amb tríglifs i mètopes i un timpà. La porta és de ferro, decorada amb dibuixos geomètrics. La portalada és emmarcada per una columna a cada banda amb el capitell corregut. A la dreta (el de l'esquerra es va enderrocar), hi ha una porteta amb la reixa típica a sobre de la qual veiem un petit terrat.

## Història
El cos central de l'edifici és apunt de desplomar-se sobre la carretera. Al voltant d'això ha sorgit una gran polèmica sobre l'enderrocament, reconstrucció (però el propietari no vol grans despeses), o canvi de lloc (amb el problema de la poca duresa dels materials).
El 1986 s'enderrocà la portada, que era l'element més característic de l'edifici.